# Razaviyeh
Razavīyeh (farsi رضویه) è una città dello shahrestān di Mashhad, circoscrizione di Razaviyeh, nella provincia del Razavi Khorasan in Iran. Aveva, nel 2006, una popolazione di 2.785 abitanti. 